# Prochoreutis miniholotoxa
Prochoreutis miniholotoxa là một loài bướm đêm thuộc họ Choreutidae. Loài này có ở Kyrgyzstan.
Sải cánh khoảng 9,5 mm.